# 正宁县
正宁县在中华人民共和国甘肃省东北部，是庆阳市东南部的一个县。
位于东经107°56′-108°38′，北纬35°14′—35°36′。与之接壤的县市有：东边陕西省黄陵县，南边旬邑县，西南边彬县，西边长武县，北边宁县。

## 历史
汉代，县域建立独乐、阳周二县，是正宁建置的起始；隋开皇十八年（598年），“因罗水出于川”，遂更阳周为罗川县，属宁州；唐天宝元年（742年），唐玄宗梦群仙现于“罗底”，派使臣在罗川县挖得玉真人像27尊、心星1座，取真人安宁之意，改为真宁县；清雍正元年（1723年），为避世宗“胤禛”之讳，又改为正宁县。

## 行政区划
正宁县下辖8个镇、1个乡、1个民族乡：
山河镇、榆林子镇、宫河镇、永和镇、永正镇、周家镇、湫头镇、西坡镇、五顷塬回族乡和三嘉乡。